# Екатерина Дзаккария
Екатерина Палеолог (ср.-греч. Αἰκατερίνα Παλαιολογίνα; умерла 26 августа 1462, Корфу, Венецианская республика), урождённая Катерина Дзаккария (итал. Caterina Zaccaria) — дочь последнего князя Ахеи Чентурионе II Дзаккарии и супруга последнего деспота Мореи Фомы Палеолога, мать Софьи Палеолог, второй жены великого князя московского Ивана III, матери Василия III, прабабка Ивана IV Грозного.

## Биография
В сентябре 1429 года византийский деспот Мореи Фома Палеолог вынудил Чентурионе II, осадив его в Халандрице, дать согласие на брак Фомы с Екатериной, что делало Фому наследником Ахейского княжества. Свадьба состоялась в январе 1430 года в Мистре. Чентурионе было позволено сохранить свои родовые земли — баронство Аркадия. Туда он и удалился после заключения брака Екатерины и Фомы и умер примерно два года спустя. Земли Чентурионе II были поделены между Морейским деспотатом и Византией.
Екатерина оставалась в Морее в качестве супруги Фомы до османского завоевания в 1460 году, после чего бежала на венецианский остров Корфу. Там она умерла 26 августа 1462 года; похоронена в монастыре Ясона и Сосипатроса.
Дети Фомы и Екатерины:
- Елена Палеолог Бранкович — жена Лазаря Бранковича.
- Андрей Палеолог — остался в Италии; сын: Константин.
- Мануил Палеолог — вернулся в Стамбул; сыновья: Иоанн и Андрей (Мехмед-паши).
- Софья (Зоя) Палеолог — вторая жена великого князя московского Ивана III.